# Covfefe

|                  | Donald J. Trump | Twitter |
| @realDonaldTrump |                 |         |

(en) Despite the constant negative press covfefe
         

        30 mai 2017

Covfefe est une faute de frappe du mot anglais « coverage » faite dans un tweet devenu viral du président américain Donald Trump, qui est devenu par la suite un mème internet. Peu après minuit (HAE) le 31 mai 2017, Trump a tweeté « Malgré la [covfefe] négative constante de la presse », et s'est arrêté. Le tweet a été supprimé quelques heures plus tard. Le même jour, le président Trump a noté que le libellé du tweet était intentionnel. Le porte-parole de la Maison-Blanche, Sean Spicer, a également déclaré : « Je pense que le président et un petit groupe de personnes savent exactement ce qu'il voulait dire. » De plus, un projet, qui modifierait la loi sur les archives présidentielles pour préserver les publications sur Twitter et autres interactions sur les réseaux sociaux du président des États-Unis, ainsi que pour obliger les Archives nationales à stocker des articles, a été présenté plus tard sous le nom de COVFEFE (COVFEFE Act (en)).
Le tweet a attiré beaucoup d'attention dans les nouvelles et les réseaux sociaux, devenant rapidement un phénomène viral. Le mot « covfefe » est devenu associé aux gaffes et aux erreurs de Donald Trump et d'autres personnalités publiques dans les médias et dans les réseaux sociaux. Le tweet et le mot « covfefe » ont eu une variété d'autres influences culturelles, économiques et sociétales. En particulier, l'Indice Volfefe (en) (« volatilité » et « covfefe »), créé par JPMorgan Chase en 2019, mesure l'impact des tweets du président Donald Trump sur les rendements obligataires américains,.
Covfefe est l'un des tweets les plus célèbres de Donald Trump,,.

## Tweet covfefe
Le 31 mai 2017, à 12h06 ET, Trump a tweeté : « Malgré la covfefe négative constante de la presse » ((en) "Despite the constant negative press covfefe"). « Covfefe » était une faute de frappe évidente du mot « couverture » ((en) coverage),,,. Trump a supprimé le tweet environ six heures plus tard,.

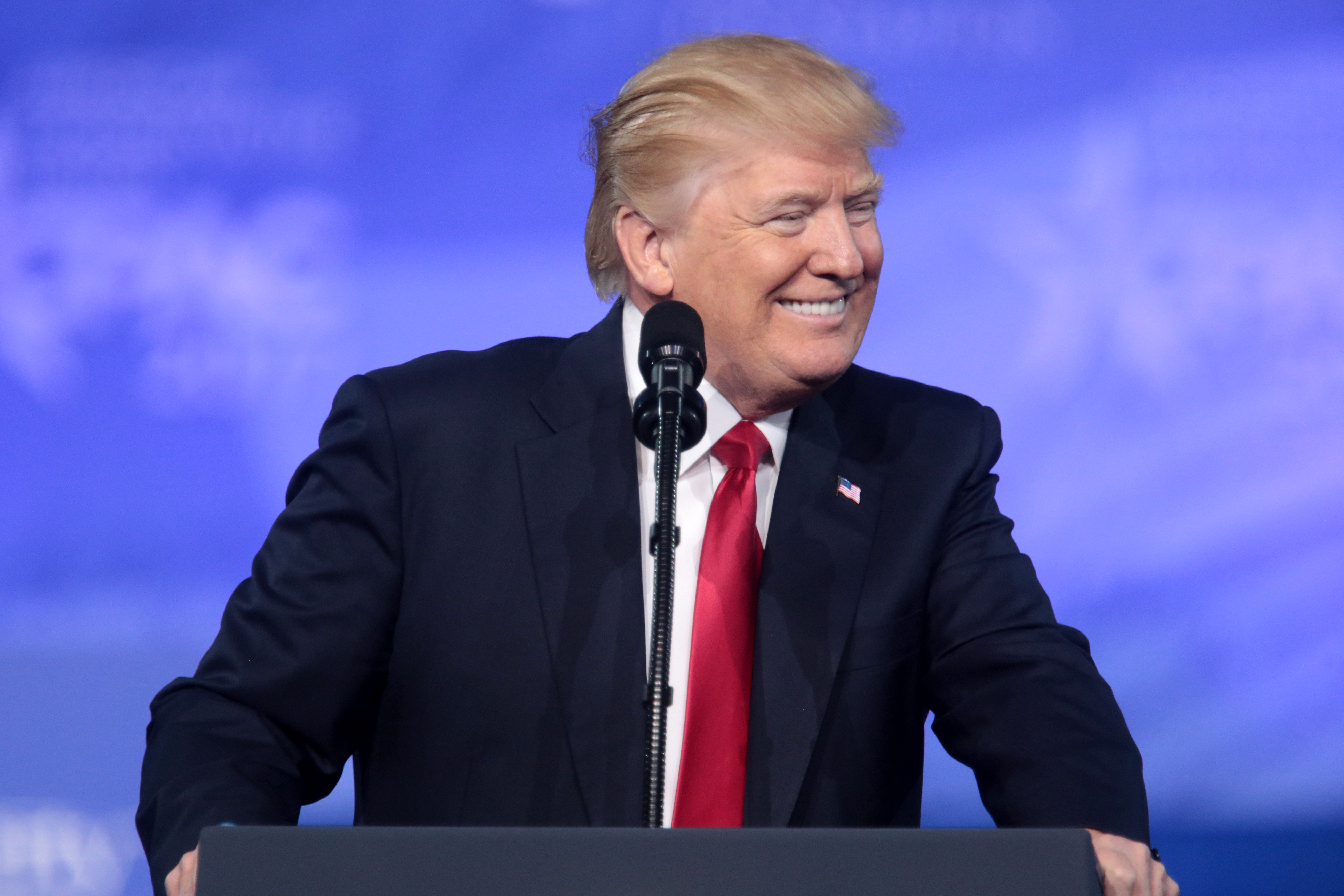
Le président américain Donald Trump, février 2017

Le tweet de covfefe est rapidement devenu viral et a provoqué beaucoup de blagues et de spéculations sur les réseaux sociaux et dans la presse sur la signification du mot « covfefe ». Au matin du 31 mai, le tweet de covfefe a été retweeté plus de 105 000 fois et a enregistré 148 000 likes - c'est ainsi que le mème Internet viral #covfefe est né. Au cours des 24 prochaines heures après le tweet de Trump, le hashtag #covfefe a été utilisé en ligne 1,4 million de fois.
Donald Trump n'a pas admis que le tweet contenait une faute de frappe. Au lieu de cela, en supprimant le tweet original, il a de nouveau écrit à 6h09 ET : « Qui peut comprendre le vrai sens de "covfefe" ??? Profitez-en ! ». Plus tard dans la journée, le porte-parole de la Maison Blanche, Sean Spicer, a précisé que ce n'était pas une faute de frappe, mais a été écrit intentionnellement : « Je pense que le président et un petit groupe de personnes savent exactement ce qu'il voulait dire. ».
Au 31 mai, le terme de recherche « covfefe » sur Google dépassait le terme de recherche « paris climate » (en référence à l'accord de Paris sur le climat de 2015). Le même jour, Trump a indiqué que les États-Unis pourraient se retirer de l'accord de Paris.
En mai 2018, le président des États-Unis Donald Trump a fait référence au mot en le prononçant dans une vidéo de la Maison Blanche sur l'illusion auditive Yanny ou Laurel. Vers la fin de la vidéo, Trump a déclaré : « Tout ce que j'entends, c'est "covfefe". ».
Philip Bump, analyste au The Washington Post, a écrit en juillet 2019 que l'épisode avec le tweet de covfefe était représentatif du refus du président Trump de reconnaître des distorsions mineures. D'autres critiques de Trump dans les médias ont exprimé des opinions similaires,.

## Influence

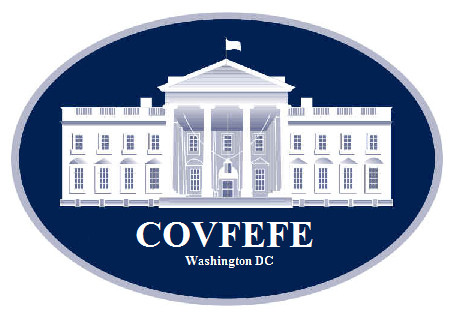
La présidence de Covfefe, par Mike Licht.

Dans un article écrit pour The Atlantic en janvier 2019, la journaliste Adrienne LaFrance résume le sens du tweet de covfefe : « Covfefe reste le tweet qui illustre le mieux le don le plus surnaturel de Trump : il sait comment captiver les gens, comment commander et détourner l'attention des masses. ».
Le mème Internet de covfefe a produit de nombreux effets supplémentaires dans la culture, la langue et les affaires. En mai 2018, à l'occasion de l'anniversaire de la création du tweet, le quotidien national américain USA Today a noté dans un article : « Mais le président savait-il ce qu'il avait apporté à la culture américaine ? Les mèmes. Les chansons. Les blagues. ».

### En langue et politique
Le jour du tweet, Urban Dictionary, a rapidement ajouté une entrée pour « covfefe » le définissant comme suit : « Cela signifie littéralement covfefe ». En juin 2017, le célèbre jeu de mots Words with Friends a ajouté «covfefe» à son dictionnaire. Deux ans plus tard, Scrabble a refusé de faire de même, incitant Hillary Clinton à creuser sous Trump[Quoi ?].
En octobre 2017, Dictionary.com a annoncé que « covfefe » était en tête de sa liste des "requêtes sans correspondance", c'est-à-dire que l'utilisateur recherche un mot qui n'a pas d'entrée. En octobre 2018, le Brewer's Dictionary of Phrase and Fable a ajouté une entrée pour «covfefe» à sa 20e édition.

En décembre 2017, l'université d'État du lac Supérieur a inclus « covfefe » dans sa « 43e liste annuelle des mots bannis de l'anglais de la Reine pour Abus, Surutilisation et Inutilité Générale ». Le porte-parole de l'université a noté que le mot « est devenu un raccourci pour une erreur sur les réseaux sociaux ». 

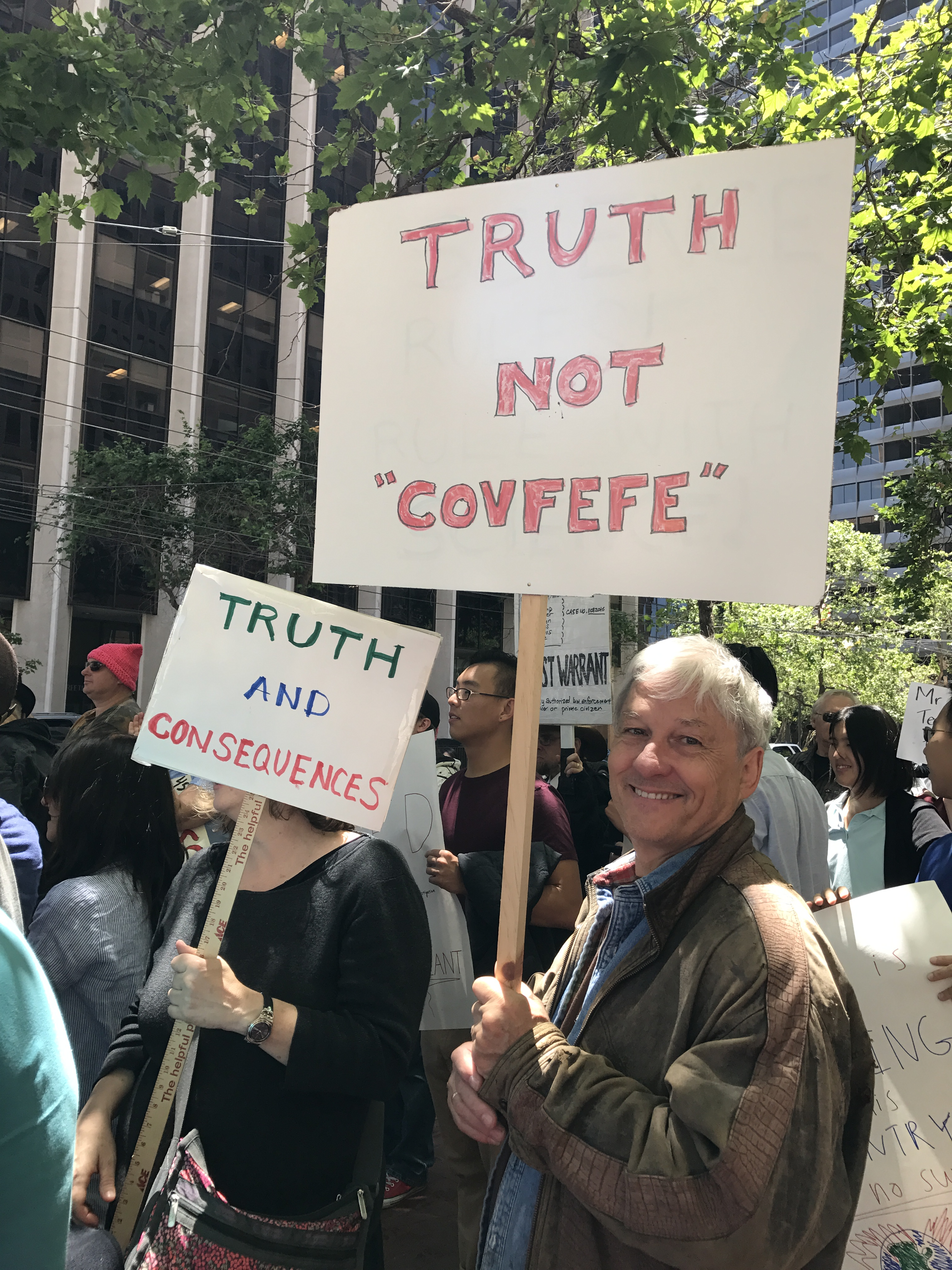
Un manifestant tenant une pancarte « (On veut) La vérité, pas "Covfefe" ».

Dans le discours public, le mot « covfefe » est désormais souvent utilisé pour discuter des gaffes des personnalités publiques, des entreprises et des organisations. Parmi les fautes d'orthographe et les formulations incorrectes de Donald Trump, il y a les « text massages », « President Of The Virgin Islands » (président des îles Vierges), «the oranges of the investigation» (Oranges d'investigation), «Smocking gun» (Pistolet fumant), «Hamberders», «Melanie», «Prince of Whales», «Global Waming» et d'autres, ont été comparés dans les médias avec le tweet de covfefe.
Les gaffes de Joe Biden, de McDonald's, commises par le ministère des Finances de l'Inde, par l'écrivain indien et homme politique Shashi Tharoor, par le journaliste britannique Andrew Marr, par l'ancien président de la Russie Dmitri Medvedev et par Burger King ont également provoqué des comparaisons avec covfefe dans les médias.
D'autres utilisations de « covfefe » impliquent un jeu de mots sur la similitude avec le mot « café ». Les exemples incluent un café appelé "Covfefe Café", une bière appelée ""No Collusion" Russian Imperial Coffee «Covfefe» Stout", diverses boissons au café Covfefe,, un cocktail de café alcoolisé "Covfefe", le café et le thé ajoutés par Amul, une marque de café pro-Trump "Covfefe Coffee", etc.
Des panneaux présentant des variations sur le thème du covfefe ont également été utilisés par des manifestants anti-Trump lors de divers événements,,.
Dans un article de décembre 2018 du magazine Esquire, le journaliste Tom Nicholson place covfefe à la première place dans le top cinq des « triomphes linguistiques » de Donald Trump, en ajoutant qu'« Il est difficile d'imaginer un dictionnaire sans 'covfefe' dedans maintenant. ».

### Sur la loi
Le 12 juillet 2017, le représentant américain Mike Quigley a présenté H.R.2884, The Communications Over Various Feeds Electronically for Engagement Act (COVFEFE Act). Le projet de loi obligerait les Archives Nationales à conserver et à stocker les publications sur les réseaux sociaux du président des États-Unis. Le même jour, le COVFEFE Act a été soumis au United States House Committee on Oversight and Reform, et n'a vu aucune autre action du Congrès.

### En affaires et commerce

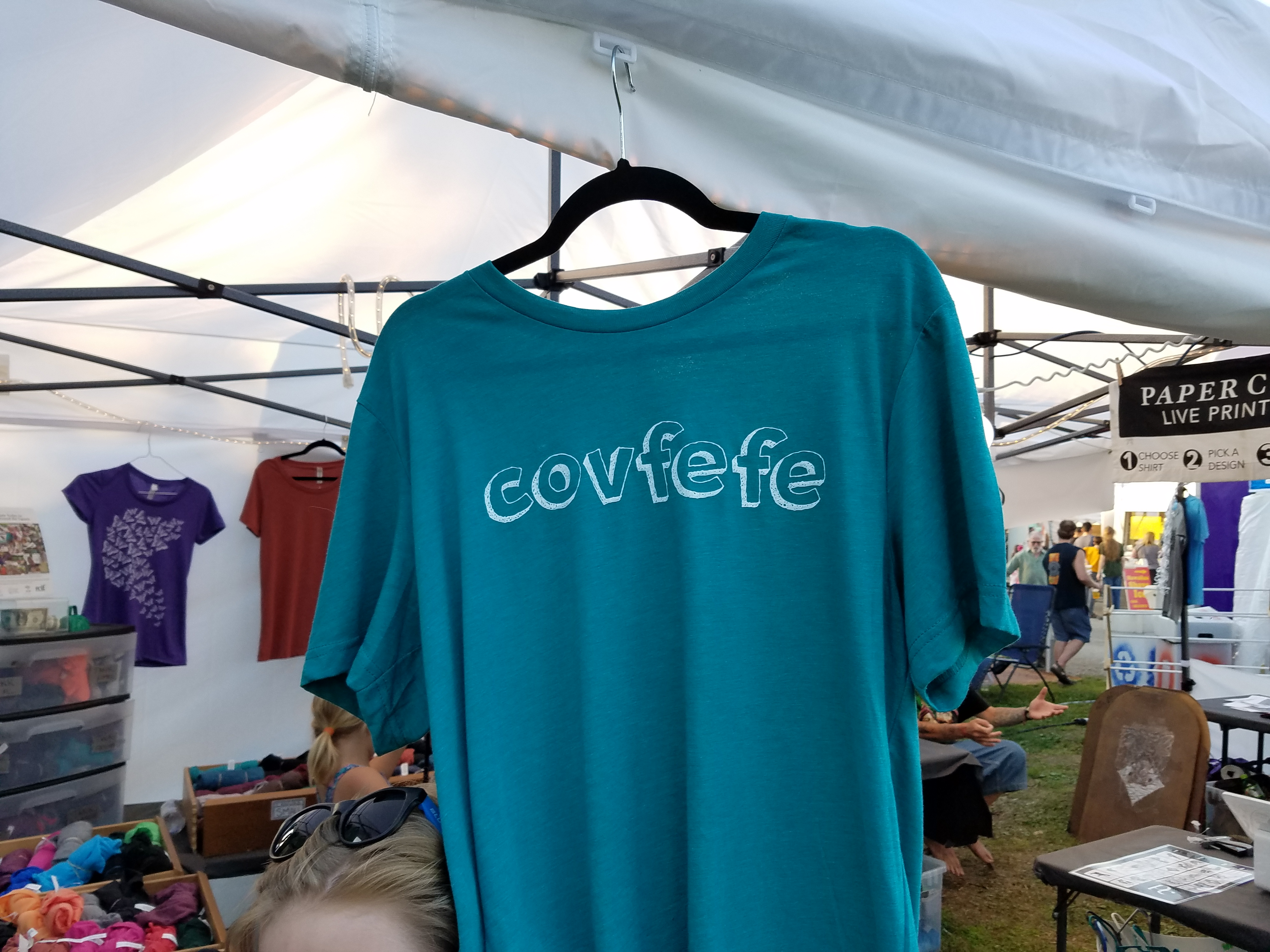
Le groupe They Might Be Giants au Nelsonville Music Festival de 2017.

Le tweet de covfefe a rapidement engendré de nombreux produits, tels que des t-shirts, des tasses à café, des chapeaux, des sacs, etc., avec des inscriptions liées à covfefe,.
Covfefe a inspiré plusieurs jeux de société,,, une application de suivi de la caféine, des puzzles, des cadeaux, du papier toilette, et d'autres produits.
L'extension Google Chrome de 2018 appelée Covfefe permet aux utilisateurs de Twitter de corriger les bugs dans leurs tweets précédents.

En janvier 2019, Amazon a retiré la publicité de la marque du pro-Trump café "Covfefe Coffee", promue par un certain nombre de commentateurs conservateurs, en raison de l'utilisation des annonces du drapeau des États-Unis. 

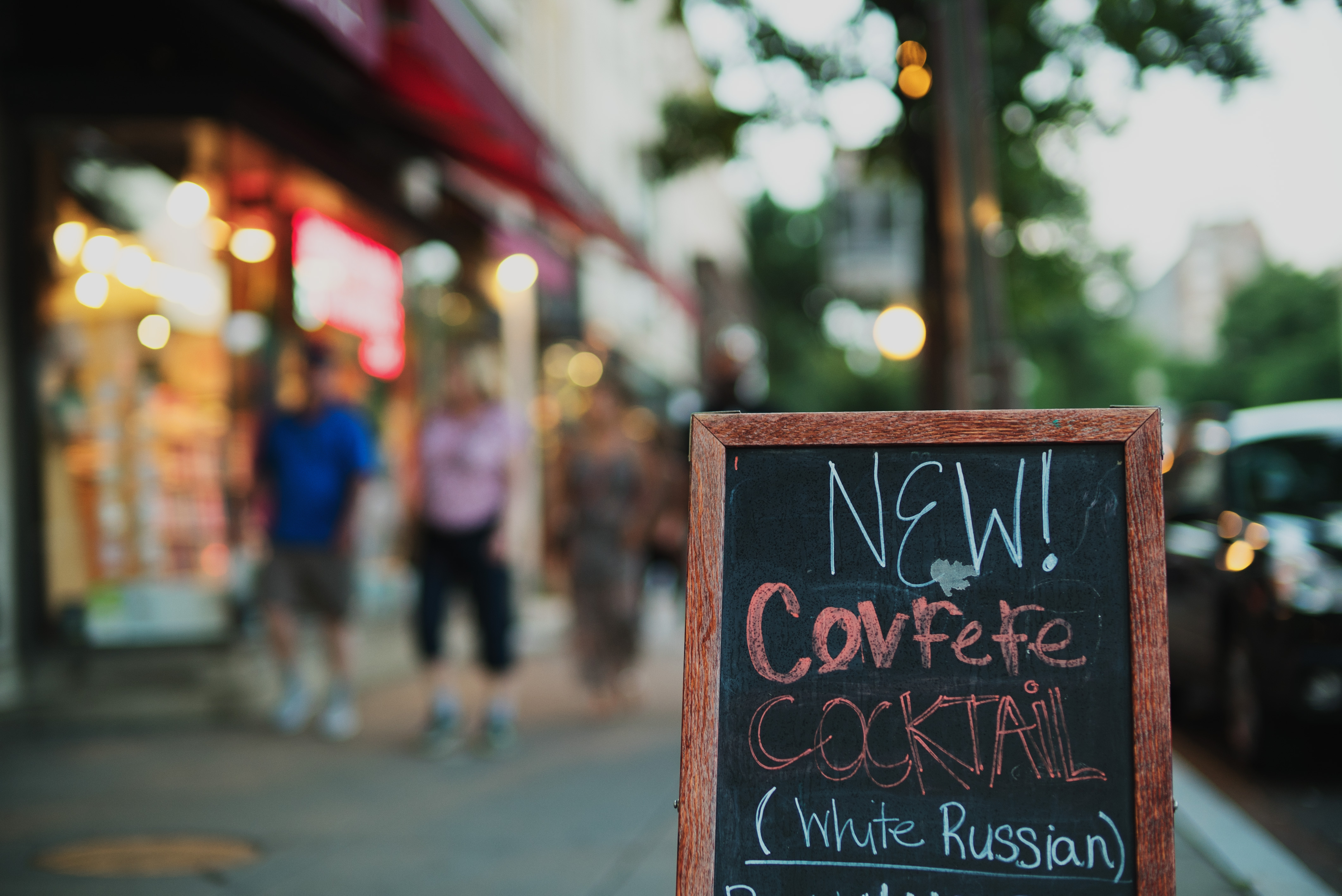
Une ardoise du café fait la pub du cocktail Covfefe.

En mars 2019, au moins 40 demandes de marques avaient été déposées auprès du Bureau américain des brevets et des marques de commerce pour différents types de marchandises sur le thème du covfefe ; aucune de ces demandes n'a été accordée. Une décision de janvier 2019 du Trademark Trial and Appeal Board (TTAB) de l'USPTO, confirmant le refus d'une de ces demandes, a conclu que le mot « covfefe » était trop couramment utilisé dans une variété de contextes et ne pouvait donc pas être déposé pour un produit spécifique.
En septembre 2019, une enterprise JPMorgan Chase a créé l'indice Volfefe (en), dont le nom est inspiré du tweet de covfefe, pour mesurer l'impact des tweets du président Trump sur les rendements obligataires des États-Unis. Le nom «volfefe» combine les mots «volatilité» et «covfefe».
Jusqu'en février 2018, les résidents de 21 États américains, y compris les partisans et les opposants de Donald Trump, ont reçu des plaques d'immatriculation individuelles « Covfefe ». L'État de Géorgie a interdit l'utilisation de ce mot sur les plaques d'immatriculation personnalisées.

### Dans le sport
Un cheval de course pur-sang appelé Covfefe a remporté plusieurs courses hippiques importantes en 2018-2019,. Covfefe est une jument baie née en 2016 et est la descendante d'un cheval de course champion Unbridled de Floride.

### Dans la littérature, l'art et le divertissement
En 2018, un critique de Trump, Najah Mahir, a publié un livre The Ransom that Lies Demand: We the People et "Covfefe", décrit par l'éditeur comme « un livre de non-fiction qui sert audacieusement dans le cadre d'un mouvement pour atteindre l'acquis et la liberté tout en rejetant le racisme et les idéologies néfastes ».
Stellaris, un jeu créé par Paradox Interactive en mai 2016, a répertorié le nom du système d'étoiles "Covfefe" comme un easter egg dans le jeu.
Le jeu vidéo Minecraft a un texte de démarrage sur l'écran de titre reliant à covfefe.
Un projet d'art public lancé en janvier 2018 par une artiste américaine Diana Weymar, documentant les mésaventures de Trump sur Twitter, présente de l'art sur le thème du covfefe.
La conception d'art de tapis "Pris dans le Covfefe", créé en décembre 2018 par un artiste textile Polly Webber, représente le sujet de l'immigration et « dépeint un agent de patrouille frontalière prenant une jeune fille de sa mère sans papiers, qui plaide en espagnol, "Ne prenez pas ma fille!" ».
En 2019, les maquilleurs de RuPaul's Drag Race ont conçu une perruque appelée "Covfefe" en particulier pour une émission.
Le projet de The Daily Show de la Bibliothèque présidentielle Twitter de Donald J. Trump a présenté une pièce sur le sujet de covfefe.
En décembre 2018, Ed Martin a sorti le livre de coloriage pour adultes Covfefe Christmas Coloring Book Comic with song.
De nombreuses vidéos Covfefe Song sont également présentées sur YouTube.
Un poème The Rise of the COVFEFE du poète de Philadelphie James Feichthaler est inspiré du tweet covfefe.
Le 12 avril 2020, l'acteur américain Alec Baldwin a joué Donald Trump dans l'édition locale de Saturday Night Live et a discuté du coronavirus, appelant la pandémie «Covfefe-19».
Le 31 mai 2023, le groupe de punk rock suisse Les Sombres Héros a sorti une chanson intitulée Covfefe ironisant sur la politique de Donald J. Trump pendant sa présidence 2017-2021.

### Dans la recherche savante
Un certain nombre d'ouvrages universitaires discutent du tweet de covfefe sur l'utilisation des médias sociaux par le président américain Donald Trump et ses implications pour la langue et la culture,,,,.